# Metopiinae

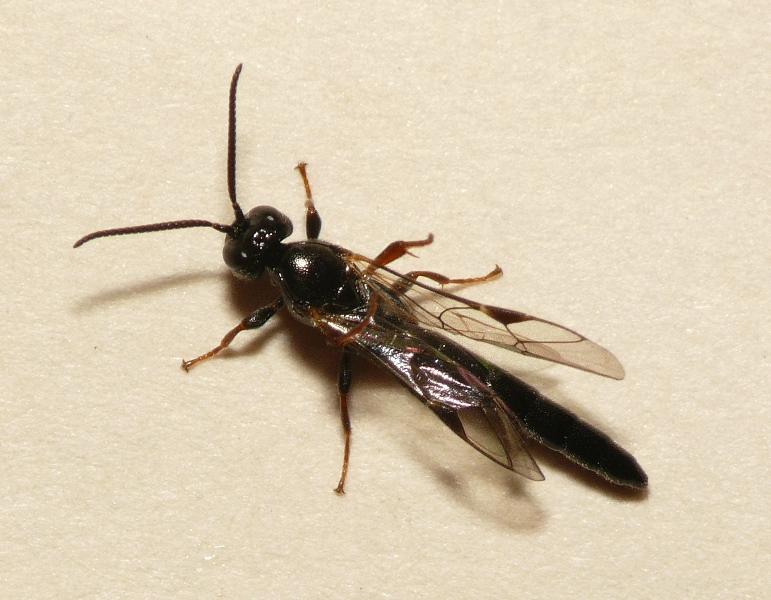
Carria paradoxa

Metopiinae (лат.) — подсемейство паразитических наездников семейства Ichneumonidae подотряда Стебельчатобрюхие отряда Перепончатокрылые. Это небольшое подсемейство насекомых, насчитывает 26 родов. Личинки — эндопаразиты гусениц чешуекрылых. Встречаются повсеместно.

## Генетика
Гаплоидный набор хромосом n = 11.

## Классификация
Мировая фауна включает 26 родов и около 900 видов, в Палеарктике — 18 родов и около 400 видов. Фауна России включает 16 родов и 214 видов наездников-ихневмонид этого подсемейства.

### Список родов
- Acerataspis
- Bothromus
- Bremiella
- Carria
- Chorinaeus
- Colpotrochia
- Cubus
- Drepanoctonus
- Exochus
- Forrestopius
- Hemimetopius
- Hypsicera
- Ischryocnemis
- Lapton
- Leurus[3]
- Macromalon
- Metopius
- Periope
- Pseudometopius
- Sciron
- Scolomus (=Apolophus)
- Seticornuta
- Spudeaus
- Stethoncus
- Synosis
- Trieces
- Triclistus